# La Perla de La Paz
A La Perla de La Paz (spanyol nevének jelentése: La Paz gyöngye, vagy ha a város nevét is lefordítjuk: a béke gyöngye) a mexikói La Paz városának, sőt, egész északnyugat-Mexikónak az egyik legfontosabb bevásárlóközpontja volt. 2006-ban egy tűzvészben elpusztult, ma csak egyetlen megmaradt fala áll, amit műemléki értéke miatt nem is akarnak lebontani.

## Története
Az üzletházat Antonio J. Ruffo Santa Cruz építette 1860-ban (emiatt Casa Ruffo, azaz Ruffo-ház néven is ismert volt), majd ő is működtette fiaival (Agustín, Antonio, Eduardo). Kaphatóak volt benne élelmiszerek, hétköznapi szükségleti cikkek, ruhák, cipők, vas- és faáruk (például az El Triunfóban és San Antonióban dolgozó bányászok számára), pékáruk, likőrök, illatszerek, és működött benne pénzváltó is. Eredeti neve Don Antonio Ruffo volt, majd Ruffo Hermanos lett, végül felvette mai nevét, a La Perla de La Pazt.
Egy többféle változatban elterjedt legenda szerint egyszer egy halász egy citrom nagyságú gyöngyöt talált a tengerben, és ezt a gyöngyöt ebben az üzletben állították ki. Amikor egy angol konzul meglátta, és meg akarta venni, közölték vele, hogy nem eladó, azonban ekkor maga a halász kijelentette, hogy odaajándékozza az angol uralkodónak (más változat szerint egy spanyol királynénak adta).
1986-ban az épületet műemlékké nyilvánították, ám 2006. október 12-én egy tűzvészben nagy része elpusztult. Csak egy fala maradt meg, amely azóta is áll, az egykori épület helyét parkolónak használják. Bár már többször felmerült, hogy az omlásveszély miatt a megmaradt falat is le kellene bontani, de az INAH (Nemzeti Történeti és Embertani Intézet) építészeti értéke miatt nem engedélyezte, és arról is biztosított mindenkit, hogy nem is áll fenn az összedőlés veszélye (például a 2014-es Odile hurrikán sem döntötte le). Az is felmerült, hogy esetleg fel kellene újítani, de erre sem került sor.